# Vít Richter
Vít Richter (* 11. června 1949 Praha) je český knihovník, od července 2020 do dubna 2021 byl generálním ředitelem Národní knihovny ČR.

## Životopis
Od roku 1971 byl zaměstnancem Státní knihovny, nyní Národní knihovny ČR v Praze. V roce 1979 zakončil studium na katedře knihovnictví a vědeckých informací Filozofické fakulty Univerzity Karlovy a v roce 1980 získal titul PhDr. V letech 1990–1993 působil jako ředitel sektoru služeb a speciálních oddělení Národní knihovny ČR. Od roku 1992 byl pověřen vedením výstavby Centrálního depozitáře NK ČR v Praze – Hostivaři, jehož byl následně vedoucím až do roku 1998. V roce 1998 se stal ředitelem Knihovnického institutu Národní knihovny ČR.
Několikrát byl opakovaně zvolen předsedou Svazu knihovníků a informačních pracovníků ČR (SKIP), který po listopadu 1989 spoluzakládal. Od roku 2013 je jeho čestným předsedou.
Od roku 1998 byl předsedou Ústřední knihovnické rady. Z této pozice byl odvolán v roce 2019 ministrem Antonínem Staňkem, v témže roce byl po odvolání ministra do funkce znovu jmenován. 21. července 2020 ho ministr Lubomír Zaorálek pověřil dočasným vedením Národní knihovny - místo Martina Kocandy, kterého ministr odvolal. Funkci generálního ředitele NK zastával do konce dubna 2021; poté ho vystřídal Tomáš Foltýn, který zvítězil ve výběrovém řízení (jehož se již Richter nezúčastnil).

## Ocenění
- Medaile Z. V. Tobolky (2001)
- Cena českých knihovníků (2010)
- Cena Ministerstva kultury ČR za přínos k rozvoji české kultury (2011)
- Medaile Artis Bohemiae Amicis (2019)